# اسپرینگ ولی (نوادا)
اسپرینگ ولی، نوادا (به انگلیسی: Spring Valley, Nevada) یک سکونتگاه مسکونی در ایالات متحده آمریکا است که در نوادا واقع شده‌است.

## خصوصیات
اسپرینگ ولی ۸۶٫۴ کیلومترمربع مساحت و ۱۷۸٬۳۹۵ نفر جمعیت دارد و ۷۲۱ متر بالاتر از سطح دریا واقع شده‌است.